# ニック・マクドナルド
ニック・マクドナルド（Nicholas James "Nick" McDonald 1987年6月27日- ）はカリフォルニア州サリナス出身のアメリカンフットボール選手。現在フリーエージェント。ポジションはガード。

## 経歴
グランドバレー州立大学では4年次にNCAA2部校のオールアメリカンに選ばれた。
2010年のNFLドラフト直後の4月26日、ドラフト外フリーエージェントでグリーンベイ・パッカーズと契約した。53人の開幕ロースターには残ったが、レギュラーシーズン、ポストシーズンと、インアクティブのままで1試合も出場することはなかった。しかし、パッカーズはこの年、第45回スーパーボウルで優勝し、彼もスーパーボウルリングを手に入れた。
2011年9月3日、パッカーズからウェーバーされた。9月4日、プラクティス・スクワッドとしてニューイングランド・ペイトリオッツと契約したが、9月15日にいったん解雇され、同日再契約を結んだ。12月3日、テイラー・プライスの代わりにアクティブロースター入りした。12月4日、11日の試合にそれぞれセンターとして先発、18日の試合ではインアクティブとなったが、レギュラーシーズン最後の2試合と、ディビジョナルプレーオフ、AFCチャンピオンシップゲームではセバスチャン・ヴォルマーが復帰したため、インアクティブであった。ニューヨーク・ジャイアンツとの第46回スーパーボウルでは、彼は2年連続でスーパーボウル出場を果たした。
2012年は、13試合に出場したが、プレーオフ2戦ではいずれもインアクティブであった。

## 人物
弟のクリスもオフェンシブラインマンで、2013年のNFLドラフト終了後、ペイトリオッツと契約を結んだ。